# Silvano Larini
Silvano Larini (Milano, 17 febbraio 1935) è un faccendiere italiano.
Faccendiere del Partito Socialista Italiano e uomo di fiducia di Bettino Craxi in quanto titolare del conto corrente Ubs 633369 in Svizzera (alias "conto protezione") e riconducibile al Partito Socialista Italiano, fu uno degli uomini-chiave della imponente indagine giudiziaria condotta a livello nazionale in Italia durante gli anni novanta, chiamata Mani pulite.

## Biografia

### Attività professionale
Ha guidato in veste di amministratore delegato da Lombardia Risorse, la società regionale lombarda nel settore dell'energia dall'83 al maggio '90. Attivo nell'intermediazione commerciale con l'estero di prodotti di abbigliamento con l'Equatoriale, una società nel cui capitale partecipava con familiari, era titolare di una quota di maggioranza relativa della Borsalino, il celebre cappellificio di Alessandria che per quattro anni fu gestito operativamente dalla moglie, già stilista di moda, Viviana Lecchi. 
Da queste posizioni negli anni '80 stabilì solidi legami anche con uomini d'affari di spicco vicino al PSI. Su tutti Pompeo Locatelli, affermato professionista milanese consulente dell'Eni ai tempi del divorzio con Montedison nella vicenda Enimont, e Gabriele Cagliari, presidente dell'ente petrolifero. Una rete di contatti che lo renderanno - anche per la sua vita mondana - il più classico esponente della cosiddetta "Milano da bere"(la definizione tratta da un celebre spot pubblicitario televisivo e riadattata, in termini di feroce critica etico-sociale, da chi lamentava la disinvoltura morale dei protagonisti di quegli anni). Di tale mondanità riaffiorerà un ultimo sprazzo al processo Cusani, quando, richiesto da Di Pietro su quando fosse collocabile temporalmente la cena in cui ci sarebbe stata una certa dazione di danaro, replicò: "Per me ora di cena è all'uscita dalla Scala".

### Vicenda giudiziaria
Fu tra i primi a venire coinvolti dall'inchiesta milanese di Mani pulite: l'ordine di cattura è del maggio '92; quando si conobbe la notizia, nonostante la latitanza la stampa intese immediatamente che l'obiettivo dei giudici della Procura di MIlano non poteva che essere Bettino Craxi, stanti gli strettissimi legami che tra i due erano stati intessuti nei precedenti decenni.
Si consegnò ad Antonio Di Pietro in persona il 7 febbraio 1993 al valico di Ventimiglia : immediatamente vi furono ricadute giudiziarie e politiche. Larini era titolare del conto corrente Ubs 633369 in Svizzera, detto "conto protezione", e con le sue chiamate in correità (confermate da Licio Gelli) provocò le dimissioni da ministro di Claudio Martelli.
Fornì anche rivelazioni sugli appalti della Metropolitana Milanese. 
Dopo pochi giorni di cella tornò in libertà e, salvo che nel processo Cusani, si rifiutò di comparire nei molti dibattimenti a confermare le dichiarazioni rese in indagini preliminari: in ragione della disciplina dell'allora articolo 513 c.p.p., queste dichiarazioni furono comunque ritenute utilizzabili e portarono all'irrogazione di molteplici condanne a carico di uomini politici influenti, soprattutto appartenenti al PSI.
Il Tribunale di Milano per il conto protezione condannò Silvano Larini a cinque anni e sei mesi,
nel 1994; nel 1997 in appello gli furono interamente condonati quattro anni, confermati nel 1999 dalla Cassazione.
Di nuovo inquisito per peculato, corruzione, truffa e falso in bilancio, nell'inchiesta del 1996 della Procura della Spezia su Necci, ne esce senza conseguenze.

## Vita privata
Sposato una prima volta a 25 anni con Mirina Scacchi Gracco, appartenente ad una nota famiglia di setaioli comaschi. Dall'unione nasce il suo unico figlio, Simone. Dopo quattro anni i due si separarono, lui si sposò una seconda volta e poi una terza, quest'ultima con Viviana Lecchi, 40 anni, ex fotomodella.